# I Will Be Your Father Figure
I Will Be Your Father Figure is de negentiende aflevering van het tiende seizoen van het tienerdrama Beverly Hills, 90210, die voor het eerst werden uitgezonden op 8 maart 2000.

## Plot
Noah is in het ziekenhuis nadat Matt hem heeft geslagen met een honkbalknuppel en hij heeft geen ernstige verwondingen en mag naar huis. Donna wil hem meenemen naar haar huis wat niet iedereen een goed idee vindt omdat iedereen denkt dat Noah haar terugwil en daarom is begonnen te drinken. Donna slaat de bezorgdheid weg en wil gewoon voor een vriend zorgen. Tijdens zijn verblijf zegt Noah aan Donna dat hij nog gevoelens heeft voor haar en Donna zegt hem dat dit niet wederzijds is en Noah besluit dan om terug te gaan naar David waar hij woont. Ondertussen maakt Camille zich zorgen om haar relatie met David omdat David zoveel contact heeft met Donna en denkt dat hij nog gevoelens heeft voor zijn ex-vriendin.
Dylan heeft besloten om te gaan zoeken naar zijn dood gewaande vader en krijgt hulp van Kelly. Zij gaan naar het vliegveld voor informatie wat niet meevalt omdat niemand wil meewerken, maar uiteindelijk komen zij erachter dat hij in Tolleson Arizona leeft en vinden zijn adres. Als zij daar aankomen dan zien zij zijn vader en komen erachter dat hij daar woont met een vrouw en kind en hij ziet er gelukkig uit. Dylan raapt al zijn moed bijeen om naar hem toe te gaan maar krijgt zichzelf niet zover. Uiteindelijk geeft hij het op en gaat terug naar huis, als hij thuis is in zijn hotelkamer dan wordt er aan zijn deur geklopt. Bij het opendoen dan staat hij oog in oog met zijn vader. Kelly heeft ondertussen wat te stellen met Matt die maar niet aan klanten kan komen en zielig begint te doen. Zij heeft besloten om voor haar eigen te beginnen met een pr-bureau.
Steve en Janet krijgen onverwachts bezoek van Ryan, de broer van Steve. Ryan is de trots van de familie omdat hij ook op de universiteit zit, tenminste dat denkt iedereen. Ryan wil de bloemetjes buiten zetten, op begin vindt Steve dit prima en feest met hem mee maar Steve ontdekt al snel dat hij ook een jaartje ouder is en moet afhaken. Na een nacht dat Ryan niet thuis is geweest komt hij ineens weer binnenvallen en Steve is boos op hem omdat zij in ongerustheid hebben gezeten. In de ruzie die zij hebben komt Steve erachter dat Ryan wil stoppen met zijn studie en maakt zich zorgen om hem omdat hij slim is en best kan leren.

## Rolverdeling
- Jennie Garth - Kelly Taylor
- Ian Ziering - Steve Sanders
- Brian Austin Green - David Silver
- Tori Spelling - Donna Martin
- Luke Perry - Dylan McKay
- Joe E. Tata - Nat Bussichio
- Lindsay Price - Janet Sosna
- Daniel Cosgrove - Matt Durning
- Vincent Young - Noah Hunter
- Josie Davis - Camille Desmond
- Josh Taylor - Jack Taylor
- Randy Spelling - Ryan Sanders